# Дилема на затворника
В теорията на игрите, дилемата на затворника се нарича вид игра от отворен тип, т.е. игра, в която един участник може да спечели/загуби, може всички да спечелят, а може и всички да загубят (при затворения тип сборът от резултатите на участниците е константен). Дилемата на затворника е психологически модел на поведение, намиращ отражение и в икономиката.

## Същност на дилемата
Двама души, извършили престъпление, са заподозряни и биват разпитвани в отделни помещения. Ако и двамата мълчат, при липса на доказателства няма да бъдат осъдени, т.е. ще спечелят. Дилемата обаче на всеки от тях двамата е следната:
„Ако аз си мълча, а другият си признае, то той ще получи по-малка присъда, защото съдейства на правосъдието, аз аз ще имам по-тежка присъда, защото не съм признал.“
Има обаче и трети вариант – ако и двамата признаят, и двамата ще бъдат осъдени.
Всеки от тях може да избере да си мълчи и да се надява и другият да мълчи или да си признае (за да има по-малка присъда) и да се надява другият да упорства с мълчание.

## Значение в икономиката
В икономиката са подобни казусите при конкуриращи се фирми. Например, нека две компании (А и Б) продават безалкохолни напитки. И двете продават една бутилка за 10 единици, тя им струва 8 единици и следователно те печелят на бутилка по 2 единици. Докато продават на еднакво високи цени (т.е. „мълчат едновременно“), и двете печелят много. В даден момент А решава, че Б може да намали цените (т.е. да „признае“) и да спечели повече от това, че ще привлече повече клиенти и оборотът ще е по-голям въпреки намалението на цените. Затова А решава да изпревари Б и намалява цените на 9 единици/бутилка и привлича при себе си повече клиенти. Компания Б от своя страна се принуждава да намали цената на своите бутилки също на 9 единици за да върне клиентите си. Достига се до третия вариант (и двамата са признали) – и двете компании са загубили (т.е. вече печелят само по 1 единица за бутилка).
Това поведение е ежедневие при наличие на пазарна икономика и се наблюдава при конкурентни фирми от един отрасъл, работещи на един пазар и със съизмерими мащаби. Такива са например телекомуникационните фирми.
Казусът няма еднозначно решение и всеки попаднал в ситуацията я решава по своя преценка.